# Ascalenia echidnias
Ascalenia echidnias ist ein Schmetterling (Nachtfalter) aus der Familie der Chrysopeleiidae.

## Merkmale
Die Falter erreichen eine Flügelspannweite von 7 bis 10 Millimeter. Kopf, Thorax und Tegulae sind graubraun, die Schuppen haben hier helle Spitzen. Die Vorderflügel sind graubraun und mit an den Spitzen hellgrauen Schuppen gesprenkelt. Zur Flügelzeichnung gehören zwei kurze, undeutliche, dunkelbraune Striche. Der erste liegt bei 1/3 der Vorderflügellänge auf der Analfalte, der zweite befindet sich in der Flügelmitte bei 2/3 der Vorderflügellänge. Ein weißer, schräg nach innen verlaufender Costalstrich und ein weißer schräg nach außen verlaufender Tornalstrich bilden bei 3/4 der Vorderflügellänge ein undeutliches, nach unten offenes Dreieck. Im Apikalbereich befinden sich einige weiße Schuppen. Die Fransenschuppen sind am Apex graubraun und in Richtung des Flügelinnenrandes grau. Die Hinterflügel glänzen hellgrau. Sie sind an der Costalader und am Apex graubraun. Die Fransenschuppen sind hellgrau. Das Abdomen glänzt dorsal fahl braun, die Segmente sind hinten grau gebändert. Das Afterbüschel ist weiß. Bei den Weibchen ist das siebente Segment ventral schwarz.
Bei den Männchen ist der Uncus mittelgroß, gebogen und mit einem stumpfen Apex versehen. Die Valven sind an der Basis schmal und weiten sich allmählich bis zur Mitte. Der distale Teil verjüngt sich abrupt zu einem rundlichen und leicht gekrümmten Apex. Am breitesten Teil befindet sich dorsolateral ein dreieckiger Fortsatz mit einer rundlichen Spitze. Auf der inneren Oberfläche befinden sich einige grobe und leicht gekrümmte Borsten. Der Apex und der Fortsatz sind ventral mit einer langen, haarartigen Borste versehen. An der Basis befindet sich eine lange gebogene Borste. Der Aedeagus ist kräftig und leicht gekrümmt.
Bei den Weibchen ist die schlitzförmige Ausbuchtung des siebenten Sternits klein und U-förmig. Der Falte des sechsten Sternits ist breit trapezförmig. Das Ostium ist von zwei großen Seitenschilden mit netzförmiger Struktur umgeben. Sie verjüngen sich in der Mitte und sind in spitzem Winkel nach außen gebogen. Der Ductus bursae ist kurz und verläuft in mehreren Windungen. In der Mitte verläuft ein sklerotisiertes Längsband, welches besonders in Richtung des Ostiums  ausgeprägt ist. Das Corpus bursae ist oval und hat eine netzförmige Oberfläche. Die Signa sind groß und häufig zweispitzig.

### Ähnliche Arten
Ascalenia echidnias ähnelt Ascalenia vanella und Ascalenia vanelloides. Eine Bestimmung ist nur durch eine  Genitaluntersuchung möglich.

## Verbreitung
Ascalenia echidnias ist auf Madeira, Sardinien, Malta, in Nordafrika und in Kleinasien verbreitet. Die Art kommt dort in trockenen oder wüstenartigen Gebieten vor.

## Biologie
Die Biologie der Art ist unbekannt. Falter wurden von April bis Juni und von September bis Oktober gesammelt.

## Systematik
Es sind folgende Synonyme bekannt:
- Elachista echidnias Meyrick, 1891
- Ascalenia acaciella var. signatella Chrétien, 1915
- Ascalenia oranella Lucas, 1939
- Ascalenia satellita Gozmány, 1960

## Belege
1. 1 2 3 4 5 6 7  J. C. Koster, S. Yu. Sinev: Momphidae, Batrachedridae, Stathmopodidae, Agonoxenidae, Cosmopterigidae, Chrysopeleiidae. In: P. Huemer, O. Karsholt, L. Lyneborg (Hrsg.): Microlepidoptera of Europe. 1. Auflage. Band 5. Apollo Books, Stenstrup 2003, ISBN 87-88757-66-8, S. 181 (englisch).
2. 1 2  Ascalenia echidnias bei Fauna Europaea. Abgerufen am 7. April 2012
3. ↑  Sjaak (J. C.) Koster, Paul Sammut: Faunistic notes on Momphidae, Batrachedridae, Stathmopodidae and Cosmopterigidae from the Maltese Islands. Nota lepidopteroligica 29(1/2): Seite 49–63